# 白目米
白目米（しろめまい）は日本のイネの品種名および銘柄名。江戸時代は「最も美味な米」として将軍家に上納されていたが第二次世界大戦後は栽培されていなかった米である。

## 品種特性
食味良。背丈が高く風で倒伏しやすい。収量が少ない。米粒の大きさが小さく細長い。粘り気が少ない。

## 歴史
元禄時代に武州行幸（みゆき）村（2012年現在の埼玉県幸手市周辺）を治めていた牛込忠左衛門という人がこの品種の栽培を奨励し、幸手周辺で多く栽培されるようになったのが始まりとされる。
その優れた食味から日本一美味な米として幕府に上納され「最高級米」としてもてはやされた。江戸の食通から「殿様米」とも呼ばれた。明治に入ってからは宮内省（2012年現在の宮内庁）指定の御納米として扱われた。その一方で栽培が難しく、背丈が高く倒れやすい・収穫量が多くないなどの特性により昭和初期には生産量が減少していた。さらに戦時の米穀統制により栽培を禁止され、以後半世紀以上にわたって一般に流通することの無い「幻の米」となった。

### 復活
1996年に新宿中村屋がインドカリーの発売70周年を機に白目米の復活を企画。農林水産省の「農業生物資源ジーンバンク」に保管されていた種籾から白目米が収穫された。新宿中村屋では1998年以降毎年、期間限定で白目米を使用したカレーが提供されている。
白目米の栽培は幸手市の町おこしの一環として「幸手市稲作研究会」のメンバーによって再開された。2012年現在では幸手市内の2つの酒蔵で白目米を用いた日本酒が作られ幸手市商工会の推奨品になっている。

## 参考
1. ↑  市民タイムス2012年5月30日閲覧
2. ↑  石井酒造純米酒　豊明　ラベル解説
3. ↑  新宿中村屋 カリーソースに合うお米
4. ↑  農林水産技術会議「農林水産研究開発レポート 」　2012年5月30日閲覧
5. ↑  幸手市商工会公式ブログ2010-12-10 2012年5月30日閲覧
6. ↑  幸手市推奨品